# Fauna dels Països Catalans

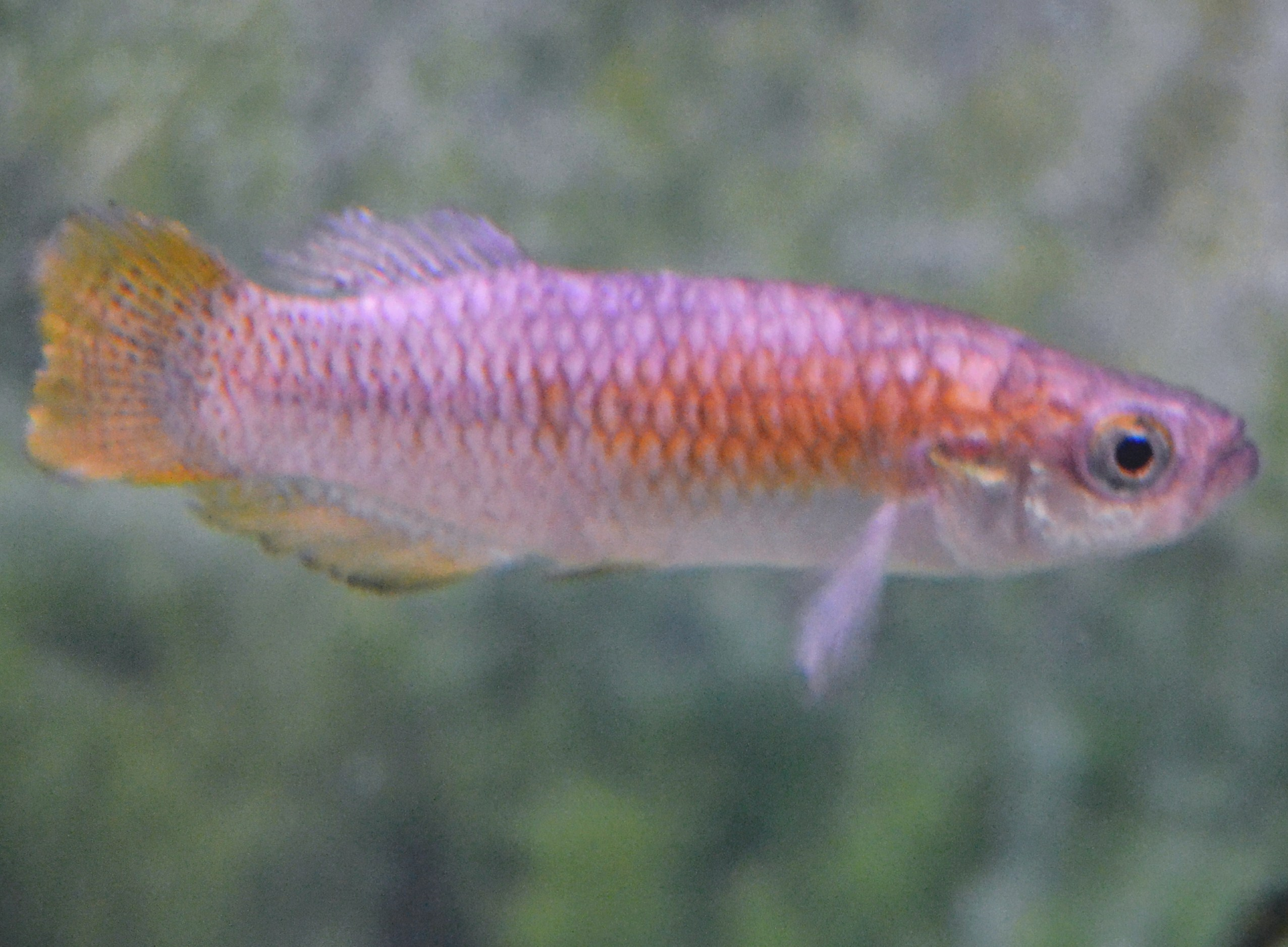
El samaruc, un peix endèmic

La fauna dels Països Catalans es caracteritza per una major diversitat de tàxons que no pas les zones properes, ja que aquest territori es troba en una zona de confluència de continents. A més, la menor densitat relativa de població humana i, també de forma relativa, el menor grau d'influència humana i d'urbanització ha jugat a favor de la biodiversitat faunística.
L'arribada i establiment d'animals a aquest territori ha tingut diversos orígens: espècies provinents del continent africà, espècies de la resta d'Europa i espècies que venen de l'orient de la Mediterrània. En alguns casos aquestes espècies nouvingudes han hagut d'evolucionar de manera força aïllada, ja que s'han trobat amb un clima i característiques geogràfiques molt especials: serralades, rius i valls, el mar Mediterrani, que han fet de barrera i potencien els endemismes.
Catalunya i la Franja de Ponent tenen una bona part del territori situat a l'alta muntanya, on la flora i la fauna tenen moltes particularitats, de la mateixa manera que hi ha zones de molt alta i molt baixa pluviometria, amb la fauna diferenciada que hi correspon.
Al País Valencià, amb gran diversitat d'hàbitats, incloent la marjal, hi ha una gran riquesa d'espècies de mol·luscs, crustacis, aràcnids, insectes i vertebrats: hi ha unes 24 espècies de rèptils, 252 espècies d'aus i 61 de mamífers.
La fauna vertebrada insular de les Balears abans de l'arribada dels humans es componia d'un conjunt molt reduït d'espècies, sota condicions evolutives ben particulars, bàsicament d'absència de vertebrats depredadors. La insularitat ha estat un element atractiu per a l'estudi de les biotes. L'arxiduc Lluís Salvador Habsburg-Lorena, a final del segle xix va estudiar la fauna de les Illes Balears, on, per exemple, la família dels coleòpters Tenebrionidae té el 65% d'endemismes.

## Aigües continentals
Fins a l'arribada de les noves tècniques moleculars d'estudi taxonòmic es pensava que la diversitat de peixos d'aigua dolça era molt menor als rius de l'est que a la resta de la península Ibèrica en contrast amb la major part d'Europa. Amb aquestes noves tècniques s'han identificat als rius i llacs de la península Ibèrica 45 espècies de peixos (estrictament d'aigua dolça) que pertanyen a 15 famílies, i es calcula que hi ha encara sis tàxons de peixos més que queden per descriure.
El percentatge d'espècies endèmiques als Països Catalans sobre el total del continent europeu és molt elevat, del 55%. En cipriniformes l'endemicitat puja fins al 80% (23 espècies endèmiques d'un total de 29).
L'alta taxa d'endemismes es considera en general com una resposta a fenòmens ambientals i històrics.
La fauna piscícola d'aigües continentals té un origen antic (Oligocè superior), fa almenys 26 milions d'anys, moment en el qual desapareixen les famílies tropicals de peixos que hi havia abans de l'Oligocè. Quan es va aixecar la serralada dels Pirineus, la península Ibèrica i, per tant, els Països Catalans queden pràcticament aïllats de la resta de fauna piscícola europea.
Al Miocè superior hi ha l'assecament del Mediterrani i la península va poder ser colonitzada per fauna africana o europea. Quan es va obrir l'estret de Gibraltar fa 5,5 milions d'anys, la fauna de peixos dels Països Catalans va tornar a quedar aïllada. Finalment, al llarg del segle XX arriben espècies invasores amb peixos perjudicials per als peixos autòctons. Al declivi faunístic hi han contribuït també les dessecacions, contaminacions, embassaments, construcció de noves lleres per als rius, etc.

### Espècies catalogades com en perill
- Esturió (Acipenser sturio)
- Llepassa de riu (Salaria fluviatilis)
- Fartet o fartonet (Aphanius iberus), endèmic peninsular
- Samaruc (Valencia hispanica), endèmic peninsular
- Anguila (Anguilla anguilla)
- Espinós o jonqueter (Gasterosteus aculeatus)

Tant el fartet com el samaruc estan amenaçats per l'espècie invasora (introduïda amb la finalitat inicial de combatre els mosquits) Gambusia holbrooki. El fartet i el samaruc migren cap a aigües més salines. Actualment aquestes espècies endèmiques només es troben en una dotzena de localitats peninsulars, entre aquestes tres del País Valencià. El samaruc es troba molt restingit, però sembla que anys enrere es presentava des dels aiguamolls de l'Empordà fins al nord de la província d'Alacant. Actualment només n'hi ha a Peníscola, albufera de València i Pego-Oliva.

## Rèptils i amfibis
Moltes espècies d'aquest grup han quedat reduïdes a poblacions petites i fragmentades, d'altres subsisteixen sense gaires problemes. Són espècies amb poques capacitats de migració i, per tant, molt vulnerables als incendis, com per exemple la tortuga mediterrània. Les espècies aqüàtiques, en canvi, pateixen la contaminació de l'aigua i la competència d'espècies exòtiques invasores, com és el cas de la granota, la serp d'aigua, la tortuga d'estany i la tortuga de rierol.

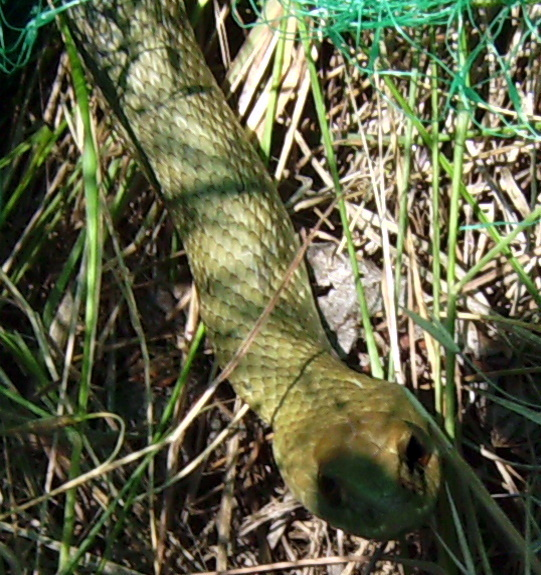
Aquesta serp verda es trobava en un cirerer, probablement intentant caçar els ocells que s'hi atansaven

La serp blanca o ratllada (Rhinechis scalaris) és una espècie que es troba a l'illa de Menorca, a la costa mediterrània de la França continental i per tota la península Ibèrica excepte al nord.
La serp verda, o colobra bastarda (Malpolon monspessulanus) és la serp de més grans proporcions de l'herpetofauna dels Països Catalans. N'hi ha exemplars adults que ultrapassen dos metres del cap a la cua. És una serp força termòfila, que es localitza preferentment a la terra baixa, on ocupa diversos biòtops que comprenen els pedregars, zones arbustives, llindars de boscos, conreus, etc. Ocasionalment també es pot trobar dins d'àrees urbanes, especialment en els barris perifèrics. De fet, se la pot trobar en indrets secs i calorosos com són els de la zona de Lleida i en ambients costaners molt més humits (delta de l'Ebre, aiguamolls de l'Empordà, marjals de la Safor, etc.).

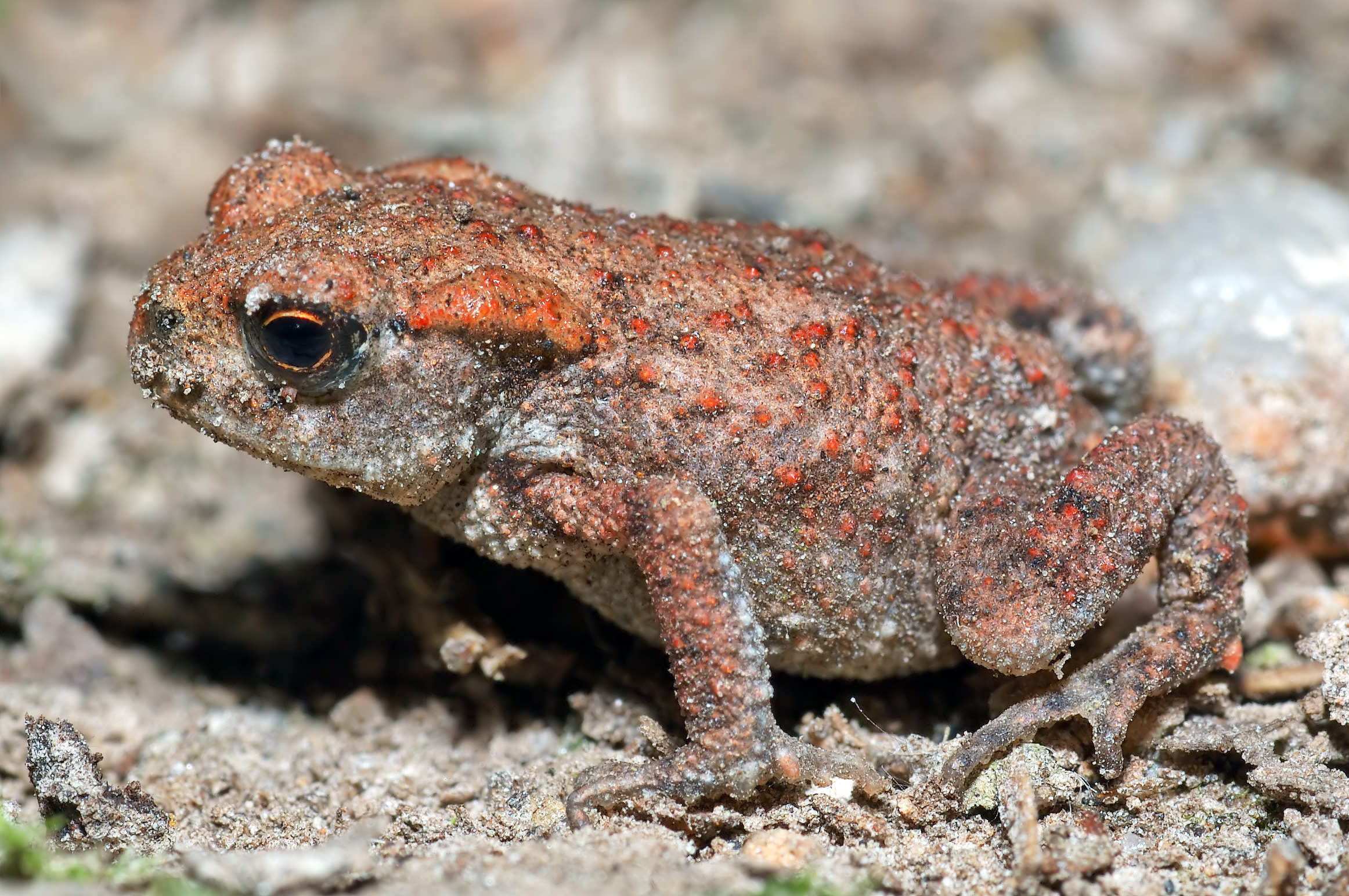
Gripau comú de dos mesos d'edat

L'escurçó ibèric està absent a Andorra i les Balears, es troba a les serralades litorals i interiors del País Valencià i les comarques de Lleida, Tarragona i centre i sud de Barcelona.
El gripau d'esperons, tot i que hom el pot trobar en altres indrets, prefereix els terrenys sorrencs prop o força lluny de l'aigua, on només acudeix durant l'època de reproducció.
Llevat de la zona septentrional muntanyenca, es distribueix de manera discontínua per tot Catalunya, preferentment en aquells indrets on el sòl és sorrenc o bé en terres poc consistents o esponjoses.
Els seus hàbits són crepusculars i nocturns i, llevat de l'època reproductora, és bàsicament terrestre. No és rar que, després d'una època de pluges sovintejades, hom pugui veure gran nombre de gripaus d'esperons bo i junts, formant masses que encatifen el sòl.
El gripau comú és essencialment terrestre i nocturn, però també se'l pot observar de dia, sobretot després d'haver plogut. És una forma ubiqüista que es troba amb abundor tant a la plana com a les zones muntanyenques de tot el Principat de Catalunya (des del nivell del mar fins als 2.500 m). Només manca a la plana central de Lleida i als Pirineus per sobre de l'altitud esmentada.
Amb tot, a les zones d'horta se n'observa una certa regressió, causada probablement per l'ús desmesurat d'insecticides, que el priven de les seues preses alhora que l'afecten directament en engolir insectes emmetzinats.

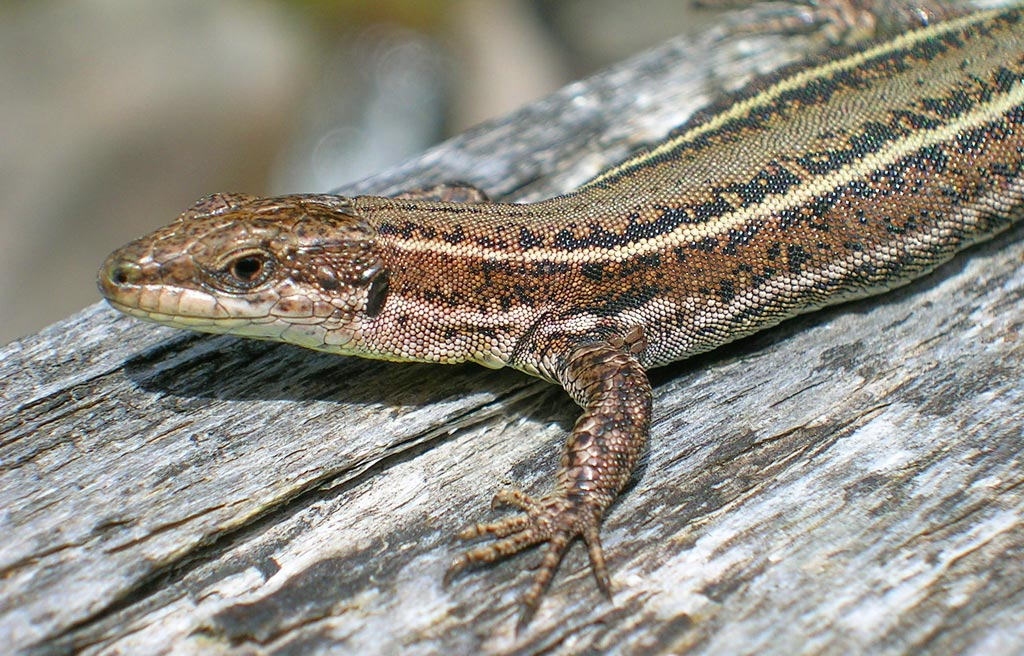
Sargantana ibèrica

La sargantana ibèrica és freqüent en camps, murs enderrocats, parets d'edificis, marges de carreteres i, fins i tot, la podrem veure als arbres. D'altra banda, també sovinteja en llocs propers als estatges humans, on, segons sembla, les poblacions, pel fet de tenir pocs depredadors, poden ser més nombroses i florents que no pas les que viuen al camp, en terreny descobert. La sargantana ibèrica abunda amb major freqüència en terrenys rocosos o pedregosos, on troba de manera simultània plataformes on prendre el sol i refugis on amagar-se en cas de perill. En zones rurals habita també en cases i murs de pedra que li proporcionen les mateixes característiques; es troba també en àrees de bosc, prada i matoll, encara que algunes activitats humanes associades a l'agricultura extensiva la poden haver fet desaparèixer d'algunes zones. Les sargantanes ibèriques no mostren un autèntic comportament territorial. Els exemplars d'aquesta espècie no hibernen realment, sinó que es mantenen actius la major part de l'any. Només l'existència d'episodis realment freds a l'hivern poden forçar-los a no abandonar els seus refugis durant un temps. Per aquesta raó, l'espècie està absent a les àrees més fredes de la península Ibèrica com el nord-oest d'Astúries i Galícia, així com a les àrees de muntanya per sobre dels 1.650 msnm.
En algunes àrees dels Països Catalans és reemplaçada per la sargantana roquera (Podarcis muralis), bé que es donen nombroses zones de contacte entre ambdues espècies.

### Endemismes
- Ferreret (Alytes muletensis): endemisme de la serra de Tramuntana a Mallorca. La fauna vertebrada insular de les Balears abans de l'arribada dels humans es componia d'un conjunt molt reduït d'espècies, sota condicions evolutives ben particulars, bàsicament d'absència de vertebrats depredadors. La insularitat ha estat un element atractiu per a l'estudi de les biotes. L'arxiduc Lluís Salvador Habsburg-Lorena, a final del segle xix va estudiar la fauna de les Illes Balears. Per exemple, a les Balears, la família dels coleòpters Tenebrionidae té el 65% d'endemismes.

El ferreret és una de les poques espècies d'amfibis del món que ha millorat d'estat de conservació: en pocs anys ha passat de ser considerat en perill d'extinció a vulnerable.
Actualment hi ha unes 100 espècies catalogades de rèptils i amfibis als Països Catalans.
Entre els rèptils, la sargantana dels Columbrets abans era considerada una subespècie: Podarcis hispanica atrata i actualment una espècie: Podarcis atrata, i ha passat de categoria de no amenaçada (NA) a vulnerable (VU).
A les Balears s'ha descatalogat del Catàleg Nacional d'Espècies Amenaçades (CNEA) la serp d'aigua (Natrix maura), la qual ja no es considera autòctona de les illes sinó introduïda pels humans. A més, es considera un perill per a la supervivència del ferreret, ja que n'és un depredador.

## Les aus

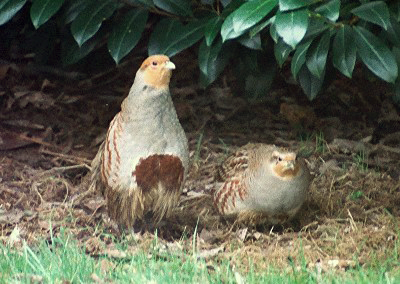
Les perdius xerres són uns dels ocells comuns als Països Catalans

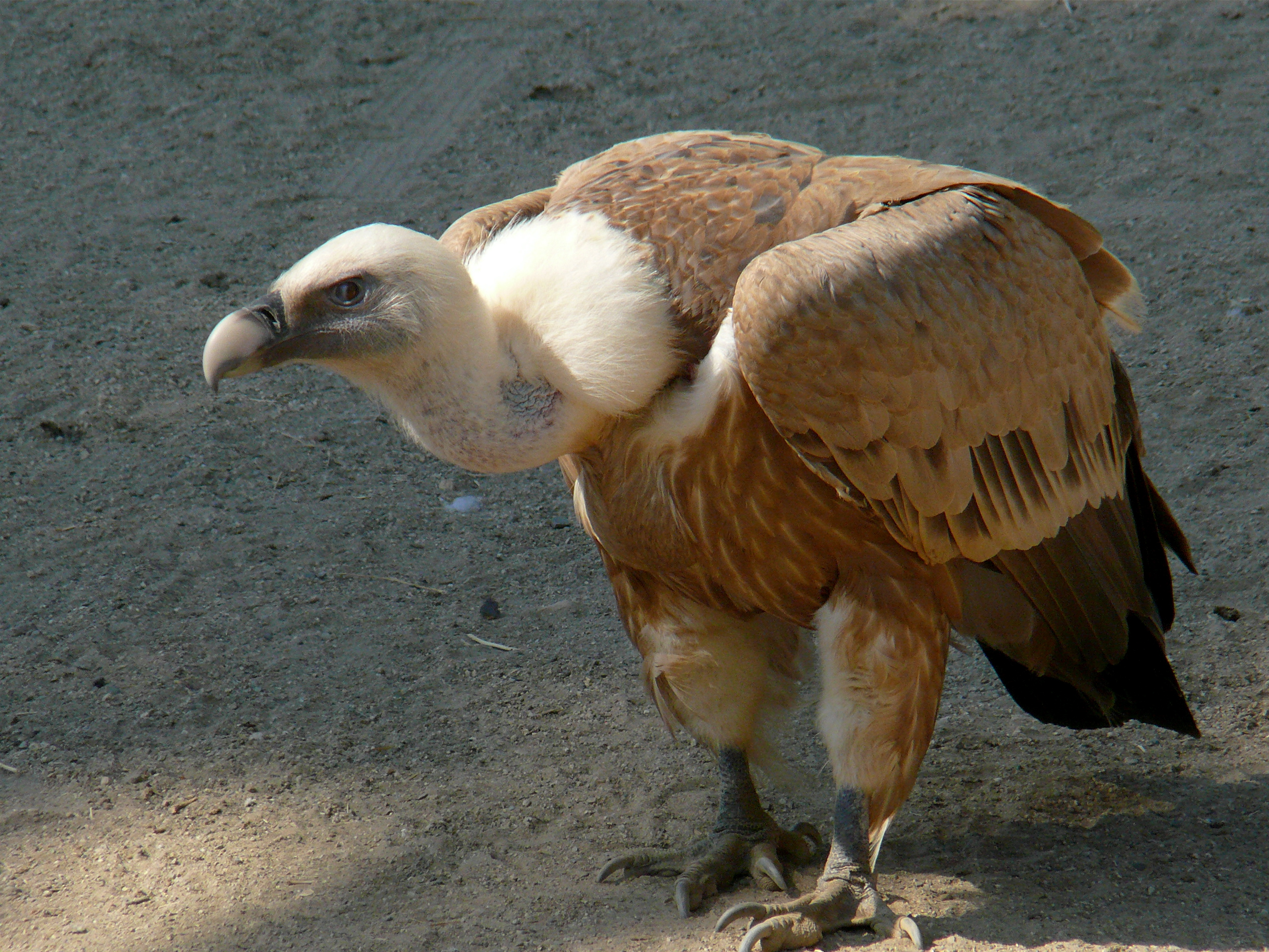
Voltor comú, espècie molt abundant als Països Catalans

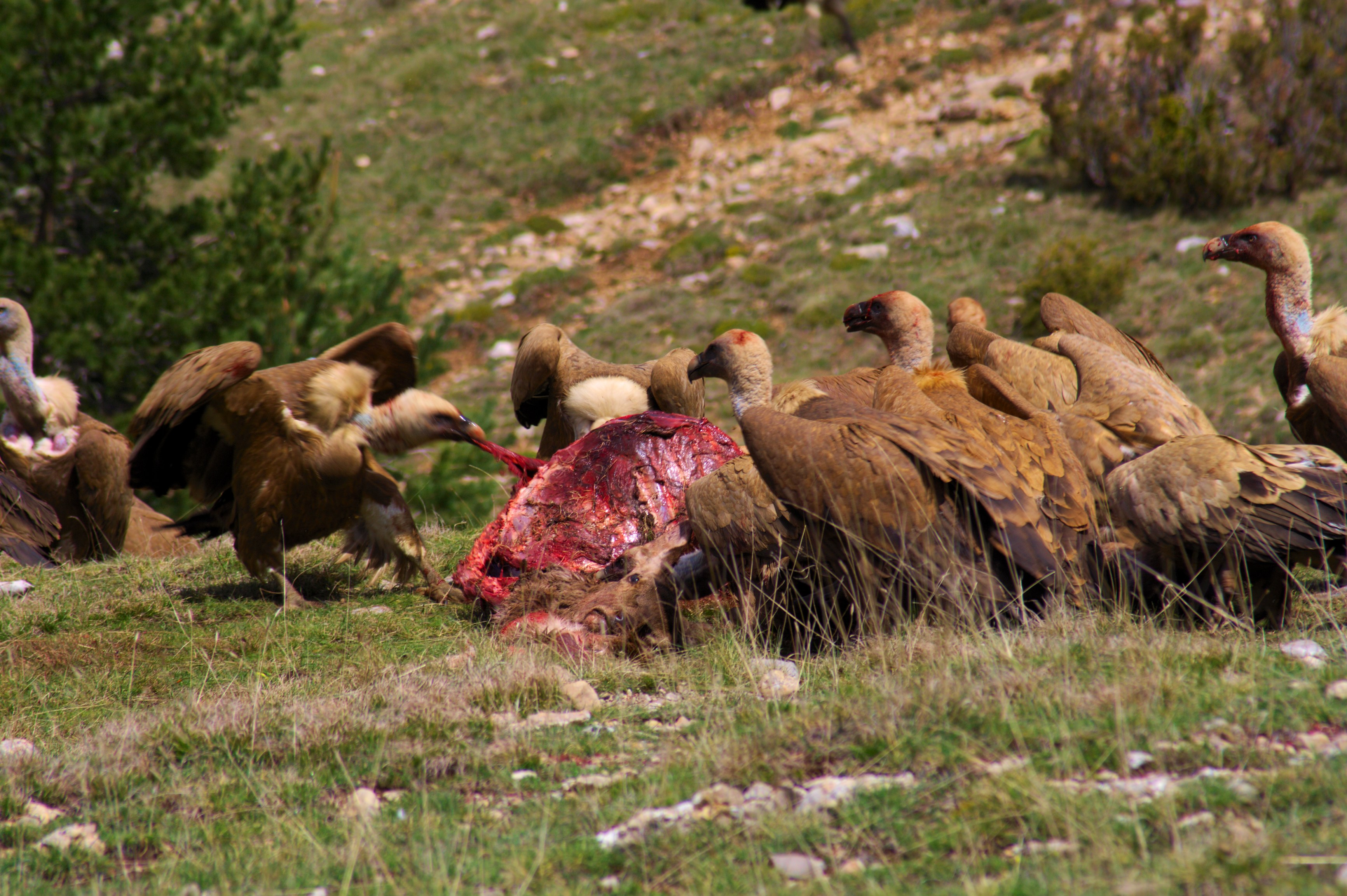
Voltors alimentant-se d'una cérvola a la Reserva Natural de Caça de Boumort, Lleida

Els ocells conformen la biodiversitat més gran de vertebrats en tot el món. La capacitat de moviment i en molts casos la migració fan que estiguin presents en grans àrees biogeogràfiques. Tanmateix, algunes espècies són fidels a la seva zona de nidificació com és el cas del virot (Puffinus mauretanicus), o es troben amb barreres biogeogràfiques que impedeixen el contacte amb espècies del seu gènere en el continent, tal com passa amb el xorrec (Sylvia balearica). Aquestes dues espècies són un exemple d'endemisme.
El voltor negre (Aegypius monachus) és el rapinyaire més gran d'Europa i és un dels pocs voltors que s'hi poden trobar, juntament amb el voltor comú, l'aufrany i el trencalòs. Pot arribar als 110 cm de llargària i als 295 cm d'envergadura.
El voltor comú (Gyps fulvus) és una espècie d'ocell de l'ordre dels accipitriformes i de la família dels accipítrids. És una de les majors rapinyaires que es pot trobar a la península Ibèrica: supera en envergadura (fins a 260 cm) fins i tot l'àguila imperial ibèrica.
Als Països Catalans, encara que escàs i en perill d'extinció, encara n'hi ha algunes parelles als Pirineus, Camarasa i als Ports de Beseit, i és ocasional a les Illes Balears. Als Ports de Beseit i al Prepirineu, el Parc Zoològic de Barcelona té establerts sengles canyets on diposita animals morts pel fet que amb la desaparició de ramats i amb la mecanització del camp ha minvat el nombre de despulles i, conseqüentment, el nombre de voltors comuns. A l'estiu, quan els ramats pugen a les muntanyes del Pirineu, els voltors comuns es dispersen en aquella direcció.

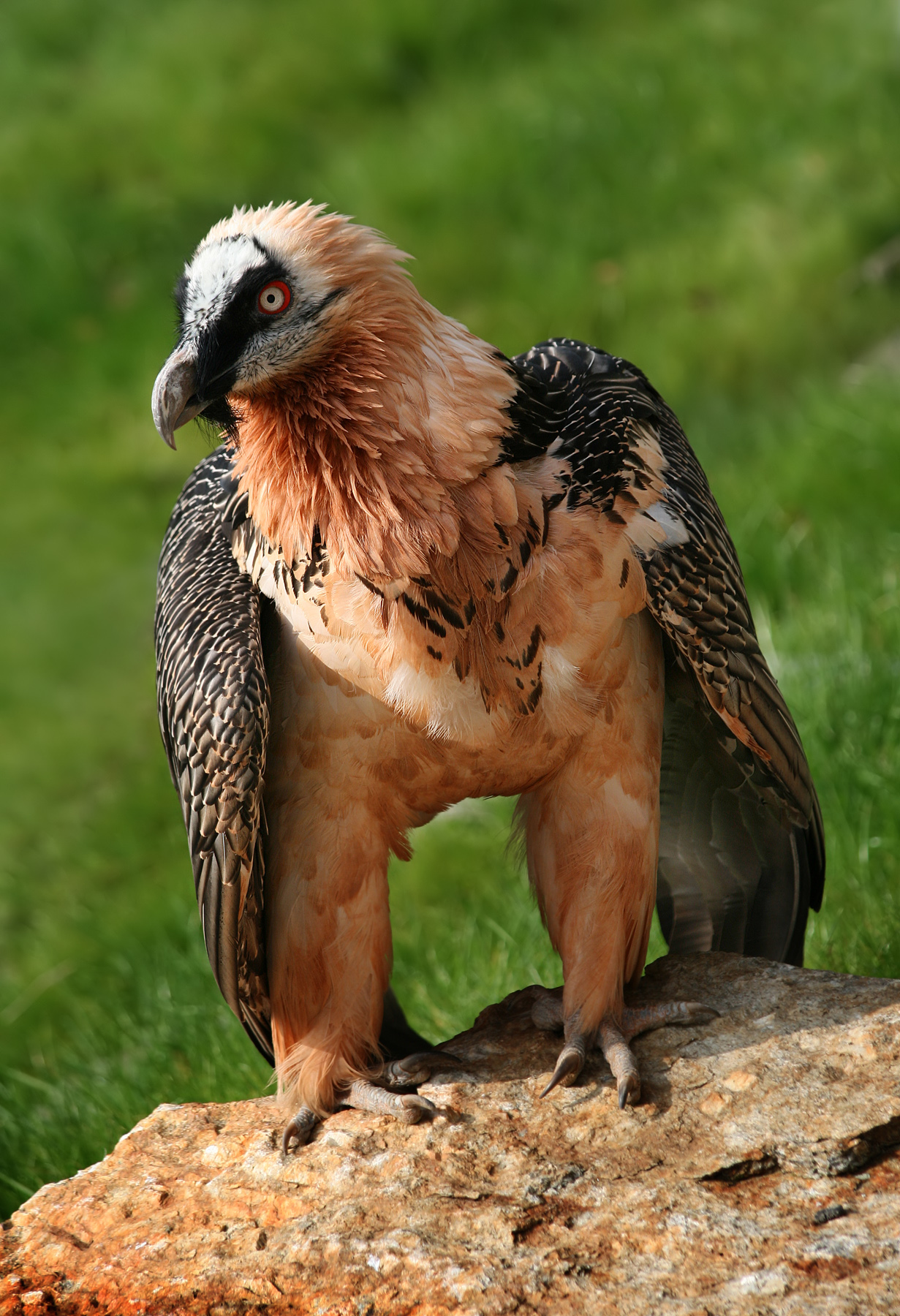
El trencalòs

El trencalòs (Gypaetus barbatus) és una espècie de voltor que presenta moltes diferències amb altres ocells carronyaires semblants. Rep el seu nom del costum que té de remuntar ossos i closques fins a grans alçades per deixar-los caure sobre les roques i menjar-se'n la medul·la del seu interior una vegada han esclatat. Es tracta d'una espècie força amenaçada en amples zones de distribució.
Als Països Catalans, ha sobreviscut en grutes o cornises de les parets dels Pirineus, on fa nius amb branques i, sobretot, llana. Se'l pot observar sobrevolant els paratges únics del pirinenc parc d'Aigüestortes, pràcticament l'únic lloc d'Europa on encara n'hi ha una colònia salvatge amb possibilitats de supervivència.
A Catalunya, cap a començaments del segle xx, l'espècie del trencalòs era present als Pirineus i als Ports de Tortosa. De seguida va desaparèixer d'aquest últim indret i va començar una regressió en sentit est-oest als Pirineus. A començaments dels anys 80 la població era només d'unes cinc o sis parelles distribuïdes per les comarques de l'Alta Ribagorça, el Pallars Jussà i el Pallars Sobirà. Els principals factors que van causar-ne la greu regressió van ser la utilització de verins, la caça i l'espoli dels nius.
A partir de llavors, es va aprovar el Pla de Recuperació del Trencalòs a Catalunya, que va permetre començar un procés de recuperació i es va arribar als 84 adults l'any 2013, distribuïts entre les comarques de la Vall d'Aran, l'Alta Ribagorça, el Pallars Sobirà, el Pallars Jussà, la Noguera, l'Alt Urgell, la Cerdanya, el Berguedà, el Solsonès i el Ripollès. El 2015 es va anunciar que podria incrementar-se'n lentament la població reproductora, tendència que marca la tònica general de l'àmbit de la serralada pirinenca, la població de la qual és l'única que es pot considerar consolidada ara per ara de tota la Unió Europea.
El mussol comú es pot veure sobretot als paisatges mediterranis, amb oliveres, matolls i algun pedreguer. També és freqüent veure'l de dia posant als pals i fils elèctrics. L'òliba comuna, als Països Catalans, n'hi ha a les zones mediterrànies: a les torres de les esglésies i en edificis abandonats, tot i que també aprofita arbres foradats. La gavina corsa viu a la Mediterrània, a alta mar, i cria a les illes, preferentment si són petites i de costes rocalloses. Normalment vol penya-segats i roques a les illes on nia, però, en el cas de la colònia del Principat de Catalunya, s'ha adaptat a un terreny menys vertical, com ara el delta de l'Ebre.

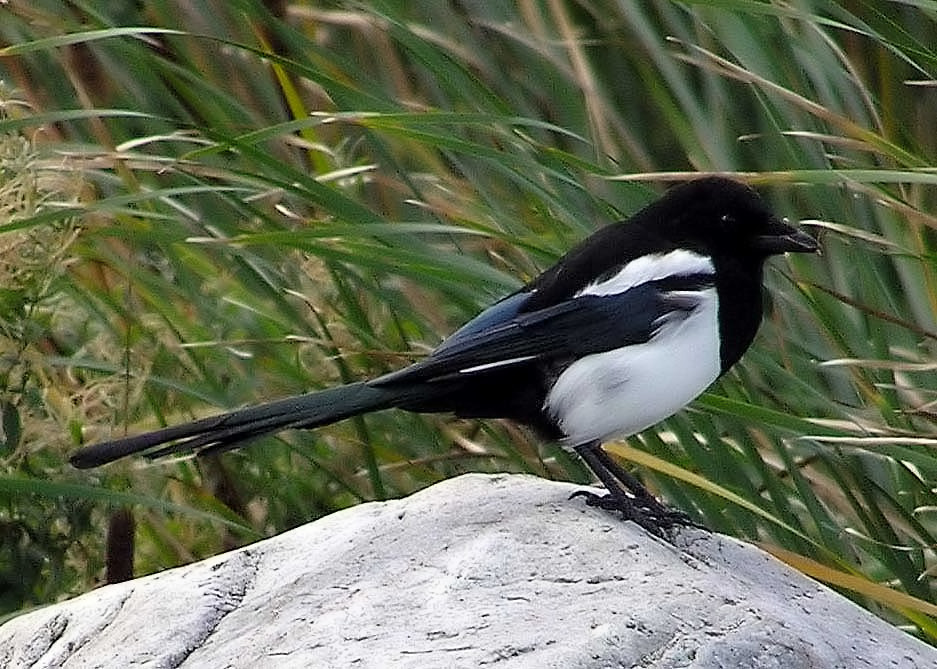
Garsa

La garsa (Pica pica) és un dels ocells més coneguts als Països Catalans, sobretot a les zones de conreu i als parcs de les ciutats. Se l'identifica fàcilment pel color, blanc al ventre i a les ales, i negre a la resta del cos, amb irisacions de to blau, verd o morat a les vores de les ales i a la cua. Fa uns 46 centímetres de llargada. Habita tot Europa, excepte a Islàndia, Còrsega, Sardenya i les Balears, a la zona temperada de l'Àsia, a l'Àfrica septentrional i a l'oest de l'Amèrica del Nord. N'hi ha nombroses subespècies.

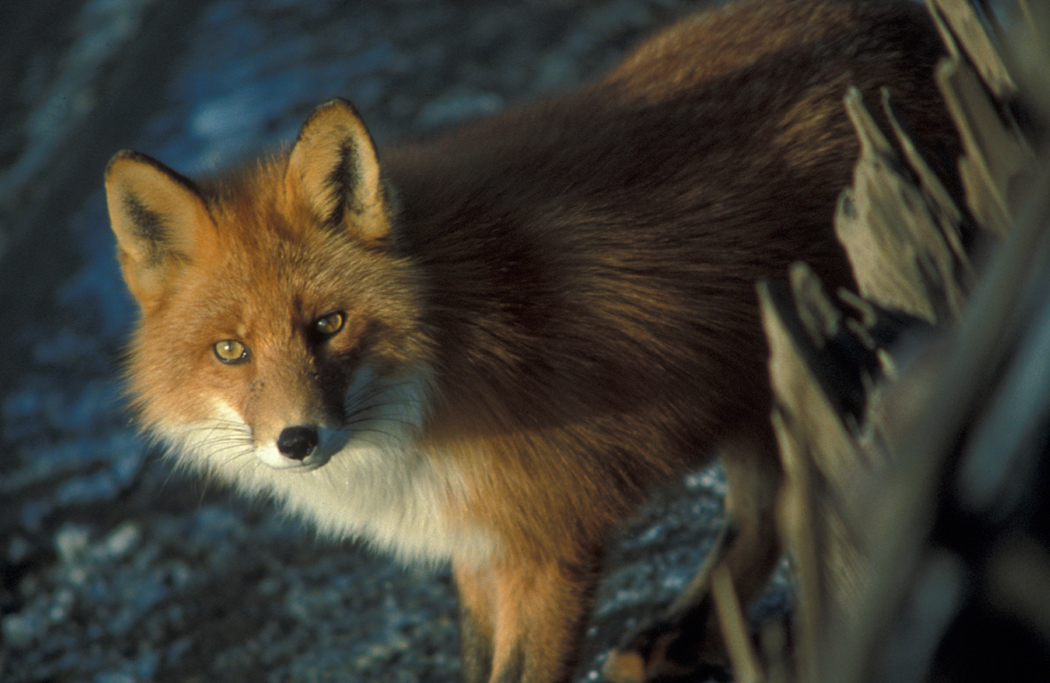
La guineu roja és molt comuna a tot el territori dels Països Catalans

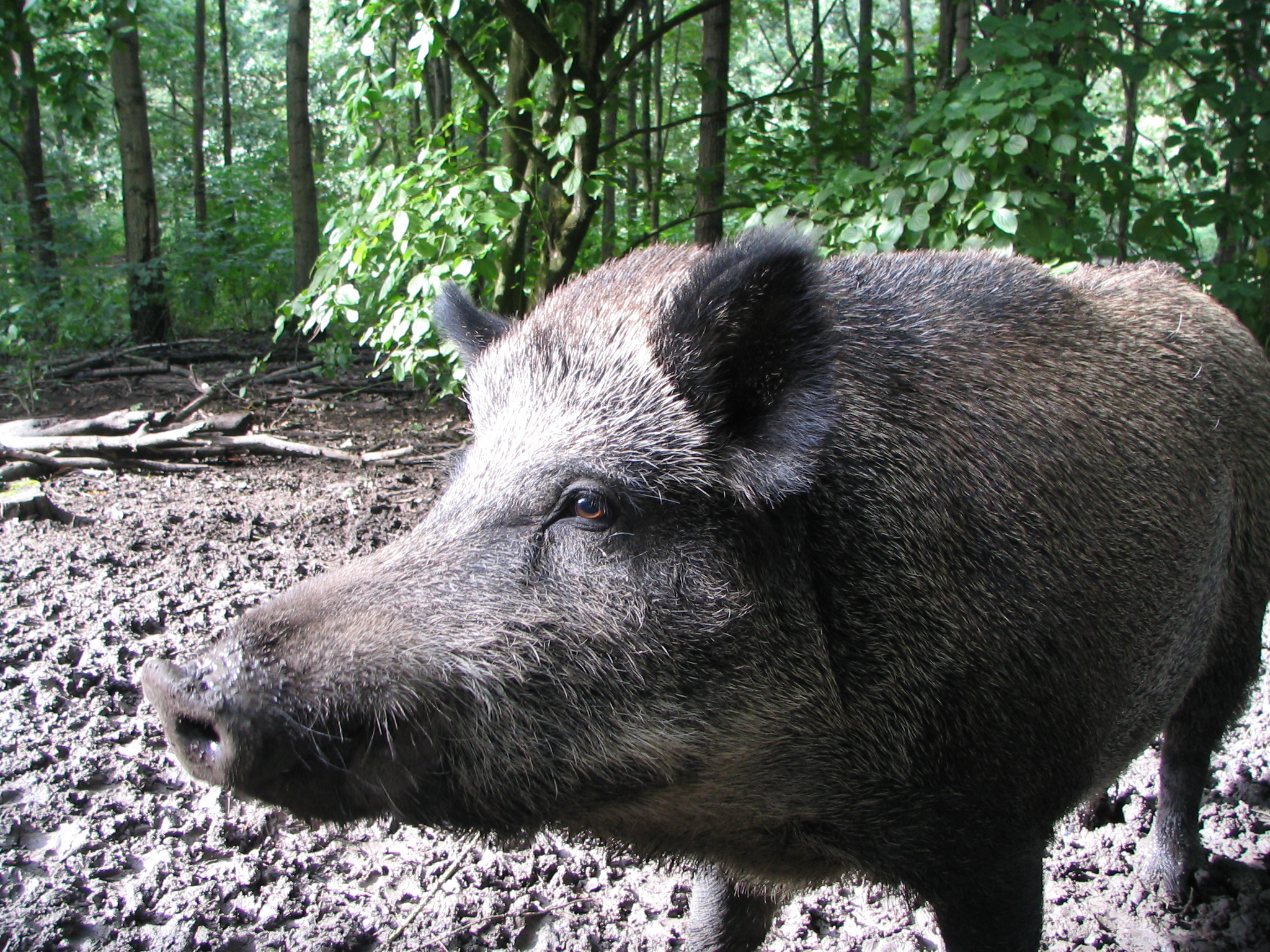
El senglar és tan abundant a la major part dels Països Catalans que s'ha convertit en una plaga

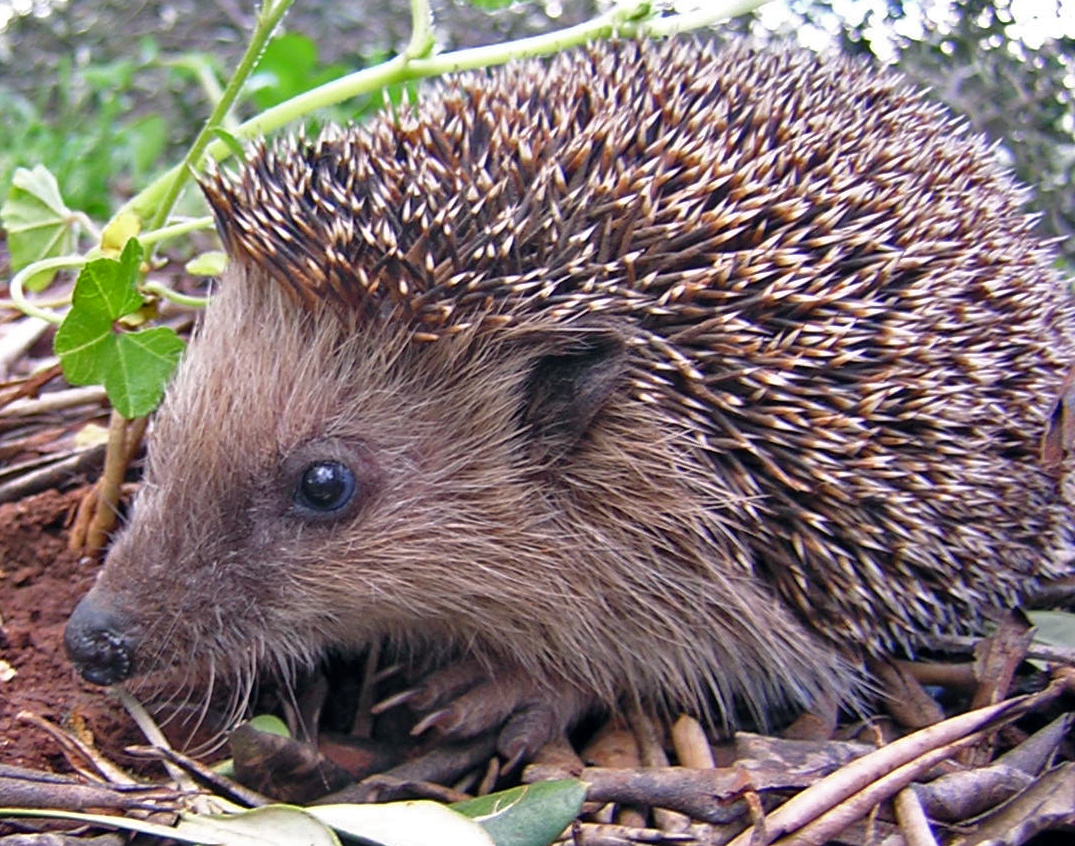
L'eriçó comú és molt abundant als Països Catalans i és fàcil de veure a prop de pobles i ciutats

## Mamífers
Entre els mamífers presents als Països Catalans hi ha representants dels ordres artiodàctils, carnívors, eulipotifles, lagomorfs, macroscèlids, quiròpters i rosegadors. Es troben extints al territori el linx ibèric (Lynx pardina) i la cabra salvatge dels Pirineus, la subespècie Capra pyrenaica pyrenaica (extinta completament): aquestes dues espècies són endemismes peninsulars.
Altres subespècies de cabra salvatge ibèrica prosperen amb una població estimada en tota la península Ibèrica d'uns 50.000 exemplars distribuïts en 27 nuclis, un d'ells als Ports de Tortosa-Beseit.
El vell marí (Monachus monachus) i l'os (Ursus arctos) pràcticament han desaparegut del territori, si bé l'os ha estat reintroduït pels humans en algunes zones del Pirineu com la Vall d'Aran i zones properes.
El llop (Canis lupus), que va desaparèixer dels Països Catalans durant el segle xix, ha anat reintroduint-se de manera natural des de Rússia a Escandinàvia i després cap al sud d'Europa: cap al 2009 s'ha observat de nou al nord de Catalunya (Cerdanya).
La guineu o rabosa (Vulpes vulpes) és molt comuna en tot el territori, els seus hàbits alimentaris omnívors (a l'hivern acostuma a visitar les escombraries) la fan molt adaptable i prolífica. Pot alimentar-se d'individus joves i/o malalts de senglars o àguiles, però amb poca incidència en la pràctica.
El senglar ha incrementat moltíssim les seves poblacions per la pràctica absència de depredadors, l'increment de superfície forestal per abandonament d'explotacions agrícoles i l'erradicació de les malalties dels porcs domèstics.

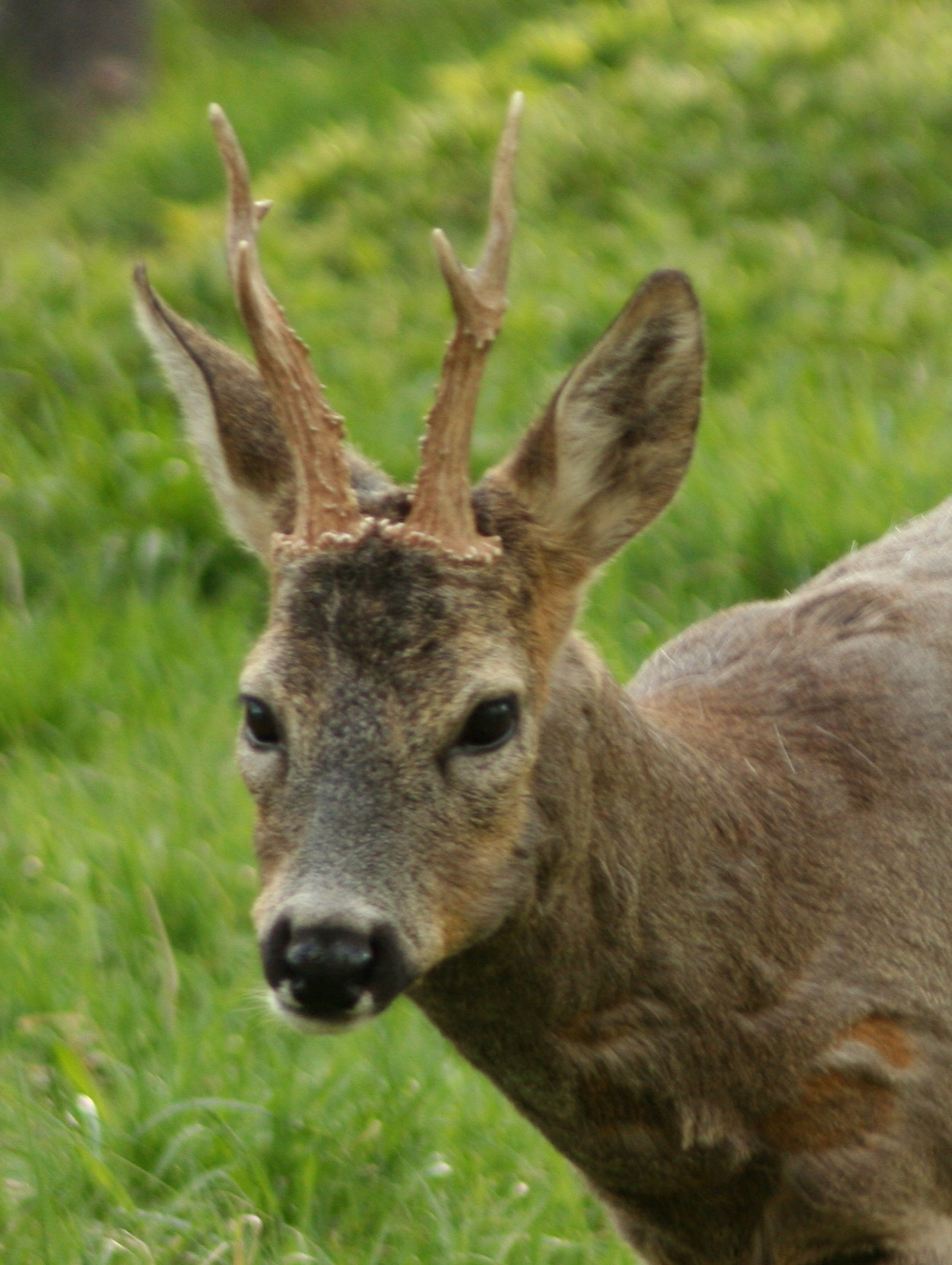
Banyes d'un cabirol adult

Els conills han experimentat grans fluctuacions en les seves poblacions durant el segle XX per l'aparició de malalties com la mixomatosi primer i les hemorràgies víriques després. L'escassedat o abundància de conills afecta tota la cadena tròfica de la fauna silvestre.
S'han descrit quatre espècies peninsulars del gènere Lepus: Lepus europaeus, L. granatensis, L. castroviejoi i L. schlumbergeri. De Lepus granatensis s'han descrit 4 subespècies, una de les quals viu a Mallorca (Lepus granatensis solisi), on també hi ha la nominal (Lepus granatensis granatensis).
Dins la família dels tàlpids es troba l'almesquera (Galemys pyrenaicus), que està adaptada a medis aquàtics en rierols muntanyencs d'aigües netes i clares, actualment difícils de trobar. La seva àrea va del vessant nord del Pirineu fins a la meitat septentrional de Portugal. És considerada en perill d'extinció.

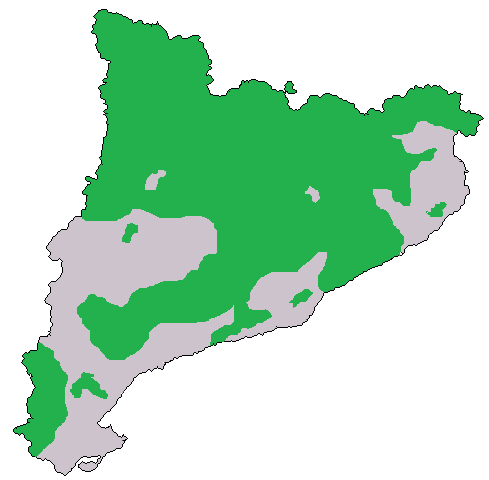
Mapa de distribució del cabirol a Catalunya

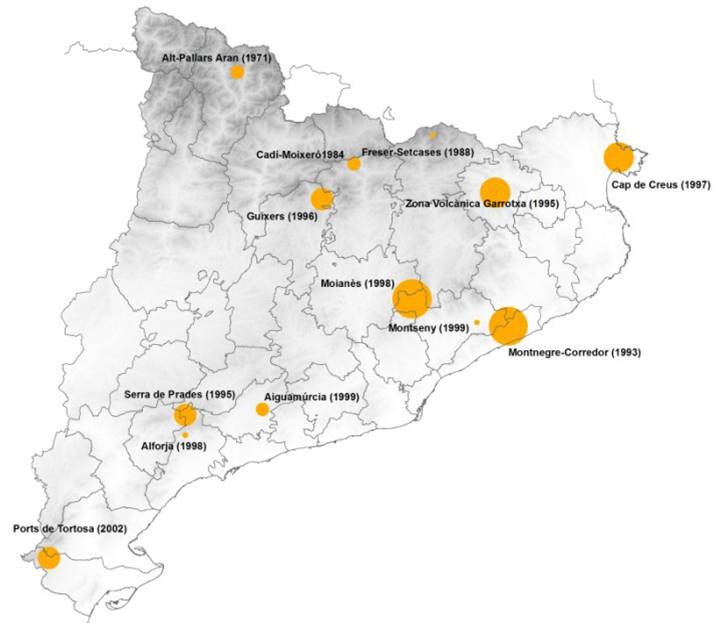
Reintroduccions del cabirol a Catalunya

El cabirol és un animal predominantment forestal, que surt a camp obert en comptades vegades durant l'estiu per afegir algunes herbes a la seva dieta, basada en el consum de fulles d'arbusts i arbres baixos, així com baies i brots tendres. Els seus hàbits són crepusculars, es pot observar poques voltes durant el dia, que sol passar amagat entre l'espessa vegetació.
El cabirol és una espècie cinegètica en tota la seva àrea de distribució i la seva caça és una activitat molt freqüent sobretot a l'Europa central i a Espanya. En aquest últim estat abunda especialment en la part nord, encara que arriba pel sud fins al mar d'Alborán. A la província de Cadis està en regressió a causa de la pèrdua d'arbrat. Aquesta espècie és absent a les Illes Balears, així com en altres illes mediterrànies.
Quant a Catalunya, el cabirol és l'espècie de cèrvid més abundant, ja que té poblacions estables per tot el país. Això és degut a les reintroduccions que la Generalitat de Catalunya feu en diverses zones protegides del país, i segons l'últim projecte de cens de cabirol, aquest és present, encara que de forma més o menys abundant, en zones boscoses de totes les comarques de Catalunya.

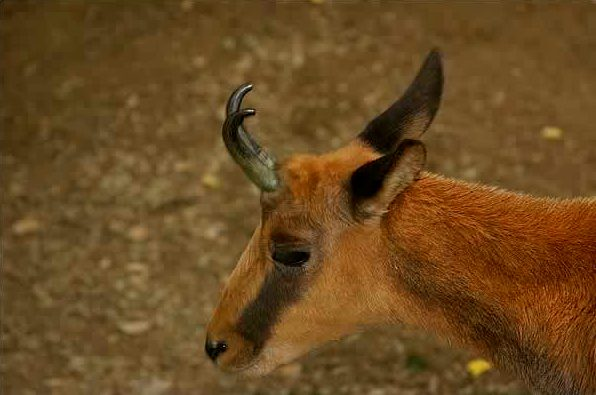
Cap d'isard

L'isard pirinenc (Rupicapra pyrenaica) és un bòvid freqüent als Pirineus. Es troba entre els 400 i els 2.800 m d'altitud, principalment a Andorra, al Cadí-Moixeró, a l'Alt Urgell, al Pallars Sobirà, a l'Alta Ribagorça i a la Vall d'Aran.

## L'os bru als Pirineus

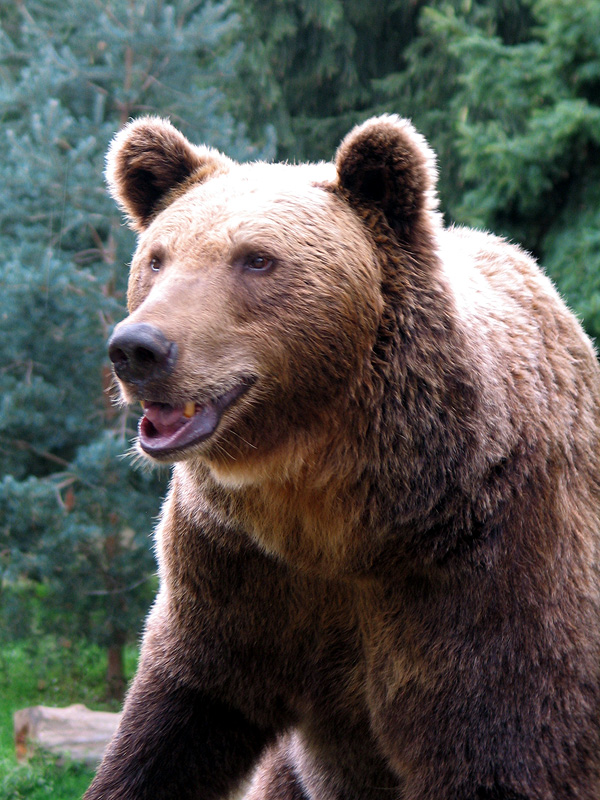
Os bru als Pirineus, captiu en un parc prop d'Argelés, a la Vall d'Aran

L'os bru als Pirineus té una presència escassa que va arribar a la pràctica desaparició a la segona meitat del segle xx, raó per la qual l'any 1992 i 1993 la Generalitat de Catalunya, la Diputació General d'Aragó, el Govern de Navarra, el Ministeri de Medi Ambient de França i Icona van elaborar el projecte Fauna amenaçada dels Pirineus per analitzar-ne les espècies en vies d'extinció.
Antigament tenia una forta presència als Pirineus i a la resta de Catalunya: el 1935, per exemple, hi havia encara ossos bruns als ports de Tortosa. Actualment n'hi ha uns 20 exemplars formats per quatre ossos autòctons, i altres de reintroduïts.

### Ossos autòctons
Els ossos autòctons són ossos bruns dels Pirineus, una subespècie de l'os bru europeu (Ursus arctos arctos). Actualment hi ha quatre exemplars d'ossos bruns autòctons que es troben principalment entre l'àrea de la Vall de Roncal (Navarra) i Ste Engrace (Bearn) a Occitània fins a la vertical formada pel Parc Nacional d'Ordesa i la població francesa de Tarbes.
Són quatre mascles:
- Camille
- Aspe oest
- Nere (nascut a la Vall d'Aran, fill de Giva)
- Canelito (fill de Nere i Cannelle, ossa morta per un caçador al novembre de 2004)

### Reintroducció
La reintroducció de l'os bru als Pirineus es va iniciar l'any 1996 amb una subvenció del programa Life de la Unió Europea de conservació i protecció d'espècies. Tot i les protestes, aquell any es van alliberar a Melles dos exemplars: les osses Giva i Melba, provinents d'Eslovènia.
El Programa de conservació de vertebrats amenaçats dels Pirineus, presentat conjuntament per Catalunya, Aragó, Navarra i França, va ser aprovat l'any 1993 per la Comissió Europea, que incloïa a més el trencalòs i la cabra salvatge i s'havia de dur a terme entre el 1994 i el 1997. El programa implicava la reintroducció d'ossos a la comunitat autònoma de Catalunya i a França i el seguiment de les poblacions relictuals a Aragó i Navarra. La inversió prevista era de 1.100 milions de pessetes, finançada el 75% per la UE.

## Fauna dels boscos mediterranis
La diversitat d'ambients, altituds, orientació, composició del substrat, microclimes, etc., origina una considerable varietat de fauna.
Els mamífers més representatius són: 
- Porc senglar, cabra salvatge, rabosa, teixó, gerdosa, geneta, mostela, conill, eriçó comú, liró caretó, musaranya comuna i ratpenat.

Entre els amfibis podem trobar: 
- Galibat o ofegabous, gripau d'esperons, gripau parter ibèric, gripau comú i granota.

Quant als rèptils: 
- Sargantana cuallarga.
- Colobres: de ferradura, bastarda i d'escala.

Les aus en constituïxen el grup més interessant i abundant, en destacarem: 
- Gaig, estornell, abellerol, oriola, agatejador, oreneta daurí

- Rapinyaires diürnes: 
  - Àguila reial, àguila perdiguera, àguila colobrera, àguila calçada, astor i falcó pelegrí.

- Rapaces nocturnes: 
  - Gamarús, mussol reial i mussol xic.

En els barrancs i rius podem trobar: 
- Madrilla, carpa i truita de riu.

## Alguns animals dels Països Catalans

### Aus
- Àguila daurada
- Duc
- Gall salvatge
- Perdiu blanca
- Perdiu roja
- Perdiu xerra
- Picot negre
- Trencalòs
- Voltor comú
- Voltor negre
- Gavina corsa
- Ànec collverd
- Flamenc
- Cigonya
- Garsa
- Martinet
- Tudó
- Oreneta
- Pardal
- òliba comuna
- Mussol comú
- Falcó pelegrí
- Colom
- Cucut

### Mamífers
- Almesquera
- Conill de bosc
- Eriçó comú
- Esquirol
- Fagina
- Gat salvatge europeu
- Geneta
- Guineu vermella
- Isard
- Cérvol
- Daina
- Cabirol
- Llebre comuna
- Llúdria
- Mart
- Senglar
- Teixó

### Rèptils i amfibis
- Serp verda
- Serp blanca
- Escurçó ibèric
- Serp d'aigua
- Tortuga mediterrània
- Tortuga mora
- Tortuga d'estany
- Tortuga de rierol
- Sargantana ibèrica
- Sargantana cuallarga
- Sargantana roquera
- Sargantana pallaresa
- Sargantana aranesa
- Salamandra
- Gripau comú
- Gripau corredor
- Granota